# Ray Edwards
Ray Anthony Edwards (ur. 17 lutego 1927 w Kingston, zm. w maju 1991 w Hereford) – jamajski bokser, uczestnik Letnich Igrzysk Olimpijskich 1948.
Wziął udział w igrzyskach olimpijskich w Londynie w 1948 roku, gdzie wystartował w wadze półciężkiej. Odpadł jednak w 1/16 finału po porażce z George’em Hunterem ze Związku Południowej Afryki, który na tym turnieju zdobył złoty medal. Edwards jest pierwszym jamajskim bokserem, który wystąpił na igrzyskach olimpijskich.
W 1947 roku dotarł do półfinału turnieju Britannia Shield rozgrywanego w Wembley.